# 普利諾-古塔
50°32′28″N 28°10′4″E / 50.54111°N 28.16778°E
普利諾-古塔（烏克蘭語：Пулино-Гута）是烏克蘭北部的村莊，隸屬日托米爾州的日托米爾區。該村面積1.77平方公里，海拔高度222米，2001年人口325，人口密度每平方公里183.93人。